# Мардин
Мардин (на турски: Mardin) е град и административен център на вилает Мардин в Югоизточна Турция на границата със Сирия. Населението му е 82 134 жители. Разположен е на 1083 метра н.в.

## Побратимени градове
- Любляна (Словения)